# Sajik-dong, Busan
Sajik-dong (koreanska: 사직동) är en stadsdel i Busan, i den sydöstra delen av Sydkorea, 300 km sydost om huvudstaden Seoul. Den ligger i stadsdistriktet Dongnae-gu.

## Indelning
Administrativt är Sajik-dong indelat i:
| Namn    | Namn              | Yta km² | Invånare 31 dec 2019 |
| ------- | ----------------- | ------- | -------------------- |
| 사직1동 | Sajik 1(il)-dong  | 0,39    | 10 801               |
| 사직2동 | Sajik 2(i)-dong   | 1,91    | 29 241               |
| 사직3동 | Sajik 3(sam)-dong | 0,68    | 15 455               |